# Scorpaenodes littoralis
Scorpaenodes littoralis és una espècie de peix pertanyent a la família dels escorpènids.

## Descripció
- Fa 11 cm de llargària màxima.[6][7]

## Hàbitat
És un peix marí, associat als esculls de corall i de clima temperat que viu entre 2-30 m de fondària.

## Distribució geogràfica
Es troba a Austràlia, Hawaii, Indonèsia, Israel, el Japó (incloent-hi les illes Ogasawara), Corea, Nova Zelanda, Oman, Sud-àfrica, Taiwan i el Vietnam.

## Costums
És bentònic.

## Observacions
És inofensiu per als humans.